# Ellington (Missouri)
Ellington – miasto w Stanach Zjednoczonych, w stanie Missouri, w hrabstwie Reynolds.